# Ferreyranthus
Ferreyranthus là một chi thực vật có hoa trong họ Cúc (Asteraceae).

## Loài
Chi Ferreyranthus gồm các loài: